# Розова мъхната млечница
Розовата мъхната млечница, наричана също отровна млечница, лъжлива млечница или мъхнатка (Lactarius torminosus), е вид отровна базидиева гъба от семейство Russulaceae.

## Описание
Шапката достига до 12 cm в диаметър. Най-често е дъговидно извита до фуниевидно вдлъбната, със силно подвит и много влакнест ръб. На цвят е телеснорозова до наситено розова, като със стареенето избледнява до почти охрена с розови оттенъци. Пънчето е цилиндрично или леко удебелено в основата, първоначално плътно, но после кухо и чупливо. То е с телесен цвят или кремаво със слаб розов оттенък, понякога покрито с розови ямки. Месото е бяло, плътно и трошливо, без характерна миризма. При нараняване изпуска изобилен и силно лютив млечен сок. Повечето съвременни миколози я считат за отровна, докато други я смятат просто за неядлива.

## Местообитание
Среща се през август – октомври в широколистни и смесени гори, винаги в микориза с брези.